# Zele (Belgia)
Zele – miejscowość i gmina (gemeente) w Belgii, w Regionie Flamandzkim, w prowincji Flandria Wschodnia, w okręgu Dendermonde. Leży nad rzekami Skalda i Durme.

## Podział administracyjny
W skład gminy nie wchodzą żadne dzielnice (deelgemeente).

## Demografia
- Źródła: NIS, od 1806 do 1981= według spisu; od 1990 liczba ludności w dniu 1 stycznia

1 stycznia 2024 całkowita populacja Zele liczyła 21 501 osób. Łączna powierzchnia gminy wynosi 33,28  km², co daje gęstość zaludnienia 646 mieszkańców na km².